# Пихтовые горы
Пихтовые горы — горный массив Среднего Урала в Свердловской области (Россия) на востоке города Нижнего Тагила, в Дзержинском районе города.

## Особенности рельефа и застройки
Массив представляет собой несколько невысоких горных вершин и холмов. Большая часть массива застроены многоквартирными домами микрорайона «Пихтовые горы». К югу от него вокруг самой высокой вершины массива находится лесопарк «Пихтовые горы», со всех сторон окружённый жилой застройкой одноимённого микрорайона. В лесопарке располагается санаторий-профилакторий «Пихтовые горы» с лыжной базой регионального значения, собственной грязелечебницей и русскими банями. У южного подножья высочайшей горы массива, при въезде в лесопарк находится больничный городок Демидовской горбольницы № 1 Дзержинского района. На вершине горы, у горнолыжных спусков стоит ретрансляционная вышка. На восточной окраине горного массива и микрорайона «Пихтовые горы», на восточной границе города находится кладбище.

## О горнолыжном курорте
Лыжная база «Пихтовые горы» Уралвагонзавода ориентирована в основном на жителей Нижнего Тагила и пользуется популярностью у жителей прежде всего Дзержинского района города. По своему сервису достаточно скромная. Имеется несколько лыжных трасс и горнолыжных спусков, небольшой каток, прокат лыжного инвентаря и кафе, лыжероллерная трасса. Поблизости есть русские бани, которые не входят в собственность лыжной базы.
На базе проходят лыжные соревнования от городского до областного уровней. Особое место занимает лыжный поход «Вагонская снежинка».